# Bobi Wine: The People's President
Bobi Wine: The People's President, voorheen bekend als Bobi Wine: Ghetto President is een Oegandese documentaire uit 2022, geregisseerd door Moses Bwayo en Christopher Sharp. De film volgt de presidentiële campagne van de populaire Oegandese zanger Bobi Wine tegen de langstzittende president Yoweri Museveni. 

## Release en ontvangst
De film ging op 1 september 2022 in première op het Filmfestival van Venetië en werd later uitgebracht door National Geographic Films. De film kreeg overwegend positieve kritieken van de filmcritici, met een score van 100% op Rotten Tomatoes, gebaseerd op 34 beoordelingen. In 2024 ontving hij een Oscarnominatie voor beste documentaire.

## Prijzen en nominaties
De belangrijkste:
| Jaar | Prijs                       | Categorie                                                             | Genomineerde(n)    | Uitslag     |
| ---- | --------------------------- | --------------------------------------------------------------------- | ------------------ | ----------- |
| 2024 | British Academy Film Awards | Uitzonderlijk debuut van een Britse schrijver, regisseur of producent | Christopher Sharp  | Genomineerd |
| 2024 | Academy Awards              | Beste documentaire                                                    | Beste documentaire | Genomineerd |